# Aljaksandra Narkevitj
Aljaksandra Narkevitj, född den 22 december 1995 i Minsk, Vitryssland, är en vitrysk gymnast.
Hon var med och tog OS-silver i trupp i rytmisk gymnastik i samband med de olympiska gymnastiktävlingarna 2012 i London.